# Chaling
Der Kreis Chaling (茶陵县,  Chálíng Xiàn) ist ein Kreis der bezirksfreien Stadt Zhuzhou in der chinesischen Provinz Hunan. Xiangyin hat eine Fläche von 2.507 km² und zählt 592.500 Einwohner (Stand: Ende 2018). Sein Hauptort ist das Straßenviertel Yunyang (云阳街道), vormals Chengguan (城关镇).

## Administrative Gliederung
Auf Gemeindeebene setzt sich der Kreis aus dreizehn Großgemeinden und neun Gemeinden zusammen. 